# 5.º Cuerpo del Ejército Popular Yugoslavo
El 5.º Cuerpo del Ejército Popular Yugoslavo fue una formación militar vigente en el último tramo de la existencia de la República Federativa Socialista de Yugoslavia. Su zona de responsabilidad hizo que actuara activamente en los combates de Eslavonia Occidental en Croacia y en el inicio de la Guerra de Bosnia hasta que fuera renombrado como 1.er Cuerpo de la Krajina y dejara de pertenecer al Ejército Popular Yugoslavo en mayo de 1992.
La dependencia del cuerpo se modificó durante la guerra. Inicialmente integraba la 1.ª Región Militar (Belgrado) y, a partir de diciembre de 1991, pasó a la 2.ª (Sarajevo).

## Desarrollo histórico
El 5.º Cuerpo del JNA se estableció en 1988. Su zona de responsabilidad era Eslavonia Occidental en Croacia y la mitad noroeste de Bosnia y Herzegovina. Su puesto comando y mayoría de sus unidades se encontraban en Banja Luka.

### Guerra en Croacia
En la primavera de 1990, el 5.º Cuerpo comenzó los preparativos para un conflicto en Croacia. Desde abril de 1991, un batallón blindado fue estacionado como "amortiguación" en Plitvice. A fines de junio de 1991, una compañía mecanizada reforzada fue llevada al área de Dvor na Uni.
El 16 de agosto de 1991 comenzó el combate abierto entre fuerzas croatas y milicias serbias en Okučani. Al día siguiente, se hizo presente un batallón de la 265.ª Brigada Mecanizada JNA del 32.º Cuerpo (Varaždin) con la intención inicial de separar las partes.
El 18 de agosto de 1991, las tropas de la 329.ª Brigada del 5.º Cuerpo cruzaron el puente sobre el río Sava y ocuparon Stara Gradiška, Donji Varoš, Gornji Varoš y Uskoci en Eslavonia Occidental (Croacia). De esa manera se inició el empeñamiento de esta gran unidad. Posteriormente, entraron en combate la 2.ª Brigada Partisana, la 343.ª Brigada Motorizada, la 16.ª Brigada Proletaria Motorizada, 6.ª Brigada Partisana y la 5.ª Brigada Partisana junto a otros refuerzos extrajurisdiccionales.
El ingreso de las tropas del 5.º Cuerpo fue claramente para enfrentarse con la Policía Especial y Guardia Nacional Croata en contra de la disolución de Yugoslavia. Gradualmente, pasaron a luchar del lado de las milicias serbias y a acatar las órdenes serbias en el proceso de transformación del JNA en una fuerza que respondía a esa nacionalidad.
Dada la resistencia croata, recién el 4 de septiembre la 329.ª Brigada se pudo conectar con el Batallón Mecanizado de la 265.ª Brigada ubicado en Okučani.

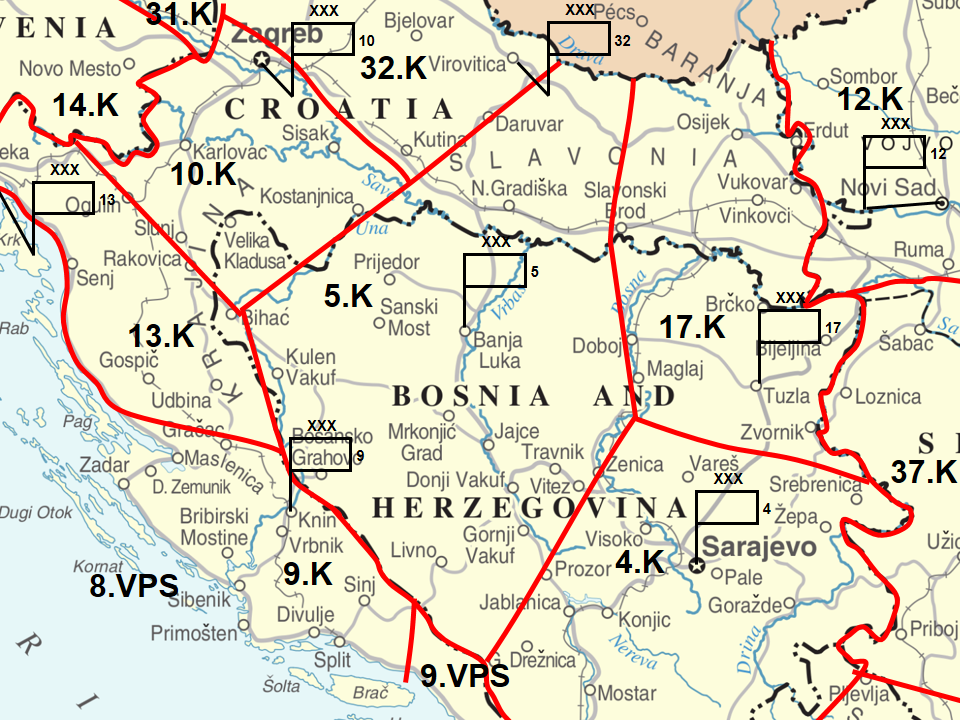
Zonas de Responsabilidad de los Cuerpos del JNA del 25 de mayo de 1987 a enero de 1992

El 19 de septiembre, el 1.er Distrito Militar impartió a orden al 5.º Cuerpo, en el contexto de una ofensiva general, de atacar en los ejes Okučani - Pakrac - Virovitica y Okučani - Kutina con el objeto de cortar Eslavonia en cooperación con el 12.º Cuerpo y la 1.ª División de Infantería Mecanizada de Guardia. A partir de entonces, las brigadas avanzaron en cuatro ejes:
- Okučani - Novska (a cargo de 16.ª Brigada Proletaria) llegando a Stari Grabovac.
- Okučani - Lipik / Pakrac (2.ª y 343.ª Brigada), ocupando Lipik y llegando hasta las alturas Ravna Gora (Dereza - Donji Grahovljani - Kusonje - Kragulj), al norte de Pakrac.
- Okučani - Nova Gradiška (329.ª Brigada Blindada) alcanzando posiciones en Mašić como más al este.
- Bosansla Dubica - Jasenovac (11.ª Brigada Partisana y 6.ª Brigada Partisana), ingresando a esa localidad el 8 de octubre.[5]

El territorio que se había revelado contra los independentistas croatas ubicado más al norte (municipalidades de Daruvar, Grubisno Polje, Slatina y Požega) no fue ocupado por el JNA. Las unidades terrestres del 5.º Cuerpo combatieron hasta Pakrac, más precisamente hasta la localidad  de Dereza en el norte del municipio de Pakrac que fue alcanzado por la 5.ª Brigada de Infantería (Kosara) de la TO SR BiH.
A mediados de octubre de 1991, el 5.º Cuerpo fue forzado a pasar a la defensa. A partir de entonces, comenzó a retirarse de las posiciones más avanzadas producto de los feroces contraataques croatas: Lipik (ocupada por los croatas el 6 de diciembre); Mala y Velika Dereza (lo propio el 23 de diciembre); Brezovac Subacki; Mašićka Šagovina (19 de diciembre) - Širinci (3 de enero de 1992).
Pérdidas durante la Guerra de Croacia
Se contabilizó 378 muertos del 5.º Cuerpo y 2874 heridos. Las pérdidas en materiales por causas operacionales eran, al momento, 9 tanques, 4 vehículos de combate de transporte de personal, 15 cañones antiaéreos Bofors.

### Guerra en Bosnia
Luego del alto el fuego en Croacia a partir del 3 de enero de 1992 y en el marco del Plan Vance, ante el incremento de las tensiones en los primeros meses, el esfuerzo principal del 5.º Cuerpo pasó al sur del río Sava.
En la noche del 29 al 30 de abril de 1992, milicias serbias tomaron el control de Prijedor "sin hacer un solo disparo". A fin de mayo, ese hecho derivará en una limpieza étnica en las municipalidade (localidades de Kozarac, Hambarine y otras).
Después de que el JNA dejó formalmente Bosnia en mayo de 1992, el material y los combatientes serbios con esa ciudadanía que integraban el 5.º Cuerpo fueron heredados por el 1.er Cuerpo de la Krajina del Ejército de la Republika Srpska. Entonces se nombró al comandante del 5.º Cuerpo Mayor general Momir Talić como Comandante del 1.er Cuerpo de la Krajina.

### Fin del 5.º Cuerpo
El 12 de mayo de 1992, se reunió la Asamblea del Pueblo Serbio en Bosnia y Herzegovina. En esta sesión, se tomaron decisiones sobre el establecimiento de un estado serbio separado en Bosnia y Herzegovina, el establecimiento de una presidencia y objetivos serbios en esa república. También se decidió crear el Ejército de la República Serbia de Bosnia y Herzegovina (luego llamado "VRS"). Esta decisión tuvo el efecto de transformar las unidades del JNA restantes en Bosnia y Herzegovina en unidades del nuevo ejército.
Por ello, el 19 de mayo de 1992, el Cuerpo fue renombrado como 1.er Cuerpo de la Krajina (1.K.K.) del VRS con Momir Talić como su comandante.

## Organización del cuerpo
La organización del cuerpo antes de la guerra incluía varias unidades de las Fuerzas de Defensa Territorial de Croacia y de Bosnia en estado de alistamiento de reserva. Las fuerzas de defensa territorial (TO), eran organizadas y financiadas por las repúblicas constitutivas de Yugoslavia. Su existencia se basaba en la doctrina de defensa integral (ONO). Ante el incremento de las tensiones interétnicas, el armamento de las TO fue centralizado por el JNA y puesto bajo su custodia en 1990. 
Varias unidades del propio orden de batalla también eran a movilizar según el siguiente detalle:
| Antes de la Guerra                                                      | Emplazamiento                                   | Mayo de 1992 | Emplazamiento                                                   | Nro de Unidad (VP) | Clasificación | Observaciones |
| ----------------------------------------------------------------------- | ----------------------------------------------- | --- | --------------------------------------------------------------- | ------------------ | ------------- | --- |
| Comando de Cuerpo de 5.º Cuerpo                                         | Banja Luka                                      | Comando de Cuerpo de 5.º Cuerpo.                                                                                            | Banja Luka                                                      | VP 4022            | A             | |
| 10.ª División Patisana - 6.ª Brigada Partisana - 11.ª Brigada Partisana | Prijedor B. Dubica                              | 10.ª División Patisana - 6.ª Brigada Partisana - 11.ª Brigada Partisana                                                     | Prijedor Prijedor B. Dubica                                     | VP 6797            | R             | Perteneciente a la Defensa Territorial de Bosnia.                                                                                |
| 30.ª División Patisana                                                  | Vrhnika (Eslovenia) como parte del 14.º Cuerpo) | 30.ª División Patisana - 1.ª Brigada Partisana. - 13.ª Brigada Partisana - 19.ª Brigada Partisana - 122.ª Brigada Partisana | Markojić Grad Kotor Varos B. Petrovac Donji Vakuf Skender Vakuf | VP 3326            | R             | Hasta la independencia de Eslovenia, la División se encontraba en Vrhnika. Posteriormente fue replegada a Markojić Grad (Bosnia) |
| 40.ª División Patisana - 4.ª Brigada Partisana - 5.ª Brigada Partisana  | Požega Našice Požega                            | -- | Desarticulada en septiembre de 1991                             | VP 9938            | R             | Perteneciente a la Defensa Territorial de Croacia.                                                                               |
| 2.ª Brigada Partisana.                                                  | Banja Luka                                      | 2.ª Brigada Partisana. | Banja Luka                                                      |                    | R             | Perteneciente a la Defensa Territorial de Bosnia.                                                                                |
| 5.º Brigada Partisana.                                                  | Prijedor                                        | 5.º Brigada Partisana. | Prijedor                                                        | VP 8316            | R             | Perteneciente a la Defensa Territorial de Bosnia.                                                                                |
| 329.ª Brigada Blindada                                                  | Banja Luka (Cuartel Kozara)                     | 329.ª Brigada Blindada | Banja Luka                                                      |                    | A             | |
| 16.ª Brigada Proletaria Motorizada                                      | Banja Luka (Cuartel Kozara)                     | 16.ª Brigada Motorizada Proletaria                                                                                          | Banja Luka (Cuartel Kozara)                                     | VP 6372            | R             | En septiembre de 1991, un batallón de la 265.ª Brigada Mecanizada fue agregado al 5.º Cuerpo (16.ª Brigada).                     |
| 343.ª Brigada Motorizada                                                | Prijedor                                        | 343.ª Brigada Motorizada | Prijedor                                                        | VP 4777            | R             | |
| Compañía de Exploración del 5.º Cuerpo                                  | Banja Luka                                      | Compañía de Exploración del 5.º Cuerpo                                                                                      | Banja Luka                                                      |                    |               | |
| Regimiento de Artillería Mixto 5                                        | Banja Luka                                      | Regimiento de Artillería Mixto 5                                                                                            | Banja Luka                                                      | VP 1445            | R             | |
| Regimiento de Artillería de Defensa Antiaérea Liviano 5                 | Banja Luka                                      | Regimiento de Artillería de Defensa Antiaérea Liviano 5                                                                     | Banja Luka                                                      | VP 2803            | A             | |
| Regimiento de Artillería Antitanque Mixto 5                             | Banja Luka                                      | Regimiento de Artillería Antitanque Mixto 5                                                                                 | Banja Luka                                                      | VP 3422            | R             | |
| Regimiento de Ingenieros 293                                            | Banja Luka (Cuartel Kozara)                     | Regimiento de Ingenieros 293                                                                                                | Banja Luka (Cuartel Kozara)                                     | VP 6817            | R             | |
| Batallón de Pontoneros 188                                              |                                                 | Batallón de Pontoneros 188                                                                                                  | Banja Luka                                                      | VP 4352            | B             | |
| Batallón de Comunicaciones 5                                            | Banja Luka                                      | Batallón de Comunicaciones 5                                                                                                | Banja Luka                                                      | VP 4532            | A             | |
| Batallón de Policía Militar 5                                           | Banja Luka                                      | Batallón de Policía Militar 5                                                                                               | Banja Luka                                                      | VP 6588            | A             | |
| Sección de Radio Inteligencia del 5.º Cuerpo                            | Banja Luka                                      | Sección de Radio Inteligencia del 5.º Cuerpo                                                                                | Banja Luka                                                      |                    |               | |
| Compañía QBN del 5.º Cuerpo                                             | Banja Luka                                      | Compañía QBN del 5.º Cuerpo                                                                                                 | Banja Luka                                                      |                    |               | |
| Batallón Transporte del 5.º Cuerpo                                      | Banja Luka                                      | Batallón Transporte del 5.º Cuerpo                                                                                          | Banja Luka                                                      | VP 9757            | B             | |
| Batallón de Sanidad 5                                                   | Banja Luka                                      | Batallón de Sanidad 5 | Banja Luka                                                      | VP 5880            | R             | |
| Batallón de Reemplazos 5                                                | Banja Luka                                      | |                                                                 |                    |               | |
|                                                                         |                                                 | Comando de Guarnición Prijedor                                                                                              | Prijedor                                                        |                    |               | A partir de mayo de 1992 |

A partir del inicio de las operaciones en Eslavonia Occidental, el cuerpo fue reforzado en diversas oportunidades. Los refuerzos incluyeron a:
- 46.ª Brigada Partisana (Čačak) de la 5.ª División Partisana (Nova Varos).[20]
- Batallón motorizado de la 84.ª Brigada Motorizada (Bitola).[20]
- Batallón de Tanques 2 de la 243.ª Brigada de Tanques (Skopkje).[20]
- Batallón motorizado de la 39.ª Brigada Motorizada (Štip).[20]
- Batallón motorizado de la 529.ª Brigada Motorizada.[20]
- Grupo de Artillería de Obuses de la 162.ª Brigada Motorizada.[20]
- División de Lanzadores Múltiples de la 150.ª Brigada de Artillería Combinada (Vranje).[20]
- Batallón de Pontoneros 485 (Smederevo).[20]
- 134.ª Brigada de Infantería Ligera.[21]
- Batallón Blindado de la 51.ª Brigada Mecanizada (Pančevo).
- 14.ª Brigada Partisana (Vojvodina). Arribó a Eslavonia Occidental en la última semana de octubre.[22]
- Batallón de la 4.ª Brigada Proletaria Mecanizada (Pirot).
- Batallón 125.ª Brigada Motorizada (Kosovska Mitrovica).
- División Obuses 122 mm de la 164.ª Brigada Motorizada (Ohrid).

El 31 de octubre, el comando del 5.º Cuerpo ordenó colocar todas las unidades de las TO en las áreas de responsabilidad de las brigadas fueron puestas bajo el mando de éstas. Posteriormente, se integraron a su orden de batalla las distintas unidades de las Defensas Territoriales de Bosnia y Herzegovina.
Al 29 de enero, el cuerpo tenía 17 539 miembros, lo que representaba el 63,1 % del requerimiento operacional.

## Autoridades del Cuerpo

### Comandantes
- Teniente general coronel Nikola Uzelac (hasta 28 de diciembre de 1991)[24]
- Teniente general coronel Vladimir Vuković (28 de diciembre de 1991-marzo de 1992)[24]
- Teniente general coronel Momir Talić (17 de marzo-mayo de 1992, continuó)[24]

### Jefes de Estado Mayor
- Mayor general Nikola Mladenic (hasta mayo de 1991)
- Mayor general Momir Talić (julio de 1991-marzo de 1992)
- Coronel Boško Kelečević (marzo-mayo de 1992)